# Campionato mondiale di scherma 2005 - Sciabola a squadre femminile
Il Campionato mondiale di scherma 2005 di Lipsia in Germania.
Fasi di qualificazione della sciabola a squadre femminile (15 ottobre).
Per la classifica finale generale vedi Classifica.

## Turni di eliminazione
| 1º turno (prima parte) | 1º turno (prima parte) | 1º turno (prima parte) | 1º turno (seconda parte) | 1º turno (seconda parte) | 1º turno (seconda parte) |
| ---------------------- | ---------------------- | ---------------------- | ------------------------ | ------------------------ | ------------------------ |
| Russia                 |                        | qual.                  | India                    | Venezuela                | 9-45                     |
| Germania               |                        | qual.                  | Romania                  |                          | qual.                    |
| Cina                   |                        | qual.                  | Ucraina                  |                          | qual.                    |
| Canada                 |                        | qual.                  | Polonia                  |                          | qual.                    |
| Italia                 |                        | qual.                  | Corea del Sud            |                          | qual.                    |
| Giappone               |                        | qual.                  | Ungheria                 |                          | qual.                    |
| USA                    |                        | qual.                  | Gran Bretagna            |                          | qual.                    |
| Hong Kong              |                        | qual.                  | Francia                  |                          | qual.                    |

## 8idi finale
| 8i di finale | 8i di finale  | 8i di finale |
| ------------ | ------------- | ------------ |
| Russia       | Venezuela     | 45-34        |
| Germania     | Romania       | 41-45        |
| Cina         | Ucraina       | 45-24        |
| Canada       | Polonia       | 24-45        |
| Italia       | Corea del Sud | 45-39        |
| Giappone     | Ungheria      | 41-45        |
| USA          | Gran Bretagna | 45-38        |
| Hong Kong    | Francia       | 28-45        |

## 4idi finale
| 4i di finale (9º-16º posto) | 4i di finale (9º-16º posto) | 4i di finale (9º-16º posto) | 4i di finale (1º-8º posto) | 4i di finale (1º-8º posto) | 4i di finale (1º-8º posto) |
| --------------------------- | --------------------------- | --------------------------- | -------------------------- | -------------------------- | -------------------------- |
| Venezuela                   | Germania                    | 40-45                       | Russia                     | Romania                    | 45-24                      |
| Ucraina                     | Canada                      | 45-35                       | Cina                       | Polonia                    | 41-45                      |
| Corea del Sud               | Giappone                    | 45-42                       | Italia                     | Ungheria                   | 39-45                      |
| Gran Bretagna               | Hong Kong                   | 45-38                       | USA                        | Francia                    | 45-32                      |

## Semifinali
| Semifinali (13º-16º posto) | Semifinali (13º-16º posto) | Semifinali (13º-16º posto) | Semifinali (9º-12º posto) | Semifinali (9º-12º posto) | Semifinali (9º-12º posto) | Semifinali (5º-8º posto) | Semifinali (5º-8º posto) | Semifinali (5º-8º posto) | Semifinali (1º-4º posto) | Semifinali (1º-4º posto) | Semifinali (1º-4º posto) |
| -------------------------- | -------------------------- | -------------------------- | ------------------------- | ------------------------- | ------------------------- | ------------------------ | ------------------------ | ------------------------ | ------------------------ | ------------------------ | ------------------------ |
| Venezuela                  | Canada                     | 45-42                      | Germania                  | Ucraina                   | 45-41                     | Romania                  | Cina                     | 44-45                    | Russia                   | Polonia                  | 45-36                    |
| Giappone                   | Hong Kong                  | 45-40                      | Corea del Sud             | Gran Bretagna             | 45-32                     | Italia                   | Francia                  | 42-45                    | Ungheria                 | USA                      | 27-45                    |

## Finale
| Finali    | Finali    | Finali        | Finali |
| --------- | --------- | ------------- | ------ |
| 15º posto | Canada    | Hong Kong     | 45-31  |
| 13º posto | Venezuela | Giappone      | 41-45  |
| 11º posto | Ucraina   | Gran Bretagna | 45-40  |
| 9º posto  | Germania  | Corea del Sud | 25-45  |
| 7º posto  | Romania   | Italia        | 37-45  |
| 5º posto  | Cina      | Francia       | 40-45  |
| 3º posto  | Polonia   | Ungheria      | 38-45  |
| 1º posto  | Russia    | USA           | 36-45  |